# Nord-Fron
Nord-Fron i Gudbrandsdalen er en kommune i Innlandet fylke i Norge. Den grænser i nord til Sel, i øst og syd til Sør-Fron, i sydvest til Øystre Slidre og i vest til Vågå. Højeste punkt er Heimdalshøe der er 1.843 moh.

## Areal og befolkning
Nord-Fron havde i 2019 5.720 indbyggerer. De fleste af kommunens indbyggere bor i Vinstra, Kvam og Skåbu.

## Historie
Kommunen blev oprettet i 1857 ved en deling af den tidligere Fron kommune i Sør- (Syd) og Nord-Fron. Kommunene blev siden lagt sammen fra 1966 og skilt på ny i 1977.

## Folk fra Nord-Fron
- Hallvard Lie († 1995), litteraturhistoriker (Vinstra)
- Ola O. Røssum († 2012), stortingsmand (Sp) 1969-1981 (Kvam)
- Grete Berget († 2017), politiker, regeringsmedlem 1991-1996 (Vinstra)
- Helge Stormorken, læge og forsker († 2019)[3]
- Ingar Sletten Kolloen (1951-), redaktør og forfatter (Kvam)
- Geir Helgemo (1970-), professionel bridgespiller (Vinstra)
- Kjersti Stenseng (1974-), politiker, partisekretær (Kvam)
- Kjetil Jansrud (1985-), alpin skiløber, voksede op på Vinstra[4]